# Lanty
Lanty ist eine französische Gemeinde mit 122 Einwohnern (Stand 1. Januar 2022) im  Département Nièvre in der Region Bourgogne-Franche-Comté (vor 2016 Bourgogne). Sie gehört zum Arrondissement Château-Chinon (Ville) und zum Kanton Luzy. Die Einwohner werden Lantyçois genannt.

## Geographie
Lanty liegt etwa 58 Kilometer ostsüdöstlich von Nevers am Rande des Morvan. Umgeben wird Lanty von den Nachbargemeinden Rémilly im Westen und Norden, Sémelay im Norden, Avrée im Osten sowie Savigny-Poil-Fol im Süden.

## Bevölkerungsentwicklung
| Jahr                       | 1962 | 1968 | 1975 | 1982 | 1990 | 1999 | 2006 | 2011 | 2020 |
| -------------------------- | ---- | ---- | ---- | ---- | ---- | ---- | ---- | ---- | ---- |
| Einwohner                  | 264  | 238  | 208  | 158  | 117  | 110  | 121  | 126  | 113  |
| Quellen: Cassini und INSEE |      |      |      |      |      |      |      |      |      |

## Sehenswürdigkeiten
- Kirche La Nativité-de-la-Vierge aus dem 12. Jahrhundert
- Reste der Festung von Lanty aus dem 12. Jahrhundert